# Pål Olle och Nils Agenmark spelar låtar från Ore
Pål Olle och Nils Agenmark spelar låtar från Ore är ett musikalbum av Pål Olle och Nils Agenmark, utgivet 1973 av Sonet. Låtarna som Pål Olle och Agenmark spelar är efter Timas Hans Hansson och hans läromästare Hans Dalfors som båda har varit två viktiga gestalter för Oremusiken.
Skivan ingick i en svensk folkmusikserie som Sonet Records gav ut och 2001 gavs skivan ut på CD som Tunes from Ore. Albumet var nummer 13 i ordningen som återutgivits på CD i Sonets folkmusikserie.

## Låtlista
Alla låtar är traditionella och arrangerade av Pål Olle och Nils Agenmark.

### Sida A
1. "Polska efter Timas Hans fader (Jässperspolskan)"
2. "Polska efter Timas Hans (Systerpolska Pål Erik)"
3. "Vals efter Timas Hans"
4. "Polska efter Pisten"
  - Solo: Pål Olle
5. "Polska efter Dalfors"
6. "Gånglåt efter Timas Anders"
7. "Polska efter Dalfors farfar"

### Sida B
1. "Polska efter Timas Hans (Husförhörspolskan)"
2. "Vals efter Timas Hans"
3. "Visa från Ore efter Dalfors"
  - Solo: Pål Olle
4. "Polska efter Timas Hans (Systerpolska)"
5. "Polska efter Dalfors (Sammeles Annas brudpolska)"
6. "Polska efter Timas Hans"
  - Solo: Pål Olle
7. "Polska efter Timas Hans (Pål Olles favoritpolska)"
8. "Schottis efter Timas Hans"

## 2001 års CD-utgåva
1. "Polska after Timas Hans' father"
2. "Polska after Timas Hans"
3. "Waltz after Timas Hans"
4. "Polska after Pisten"
5. "Polska after Dalfors"
6. "Marching Tune after Timas Anders"
7. "Polska after Dalfors' Grandfather"
8. "Conversation during recording"
9. "Polska after Timas Hans"
10. "Waltz after Timas Hans"
11. "Tune from Ore after Dalfors"
12. "Polska after Timas Hans"
13. "Polska after Dalfors"
14. "Polska after Timas Hans"
15. "Polska after Timas Hans"
16. "Conversation during recording"
17. "Schottische after Timas Hans"

Total tid: 36:35

## Medverkande
- Pål Olle – fiol
- Nils Agenmark – fiol
- Björn Ståbi – produktion